# Pro Sambonifacese 1921
L'Associazione Sportiva Dilettantistica Pro Sambonifacese 1921, meglio nota come Sambonifacese, è una società calcistica italiana con sede nella città di San Bonifacio.
Milita in Promozione, sesta divisione del campionato italiano.

## Storia
Venne fondata nel 1921, nel 1927 si iscrive per la prima volta al campionato di Terza Divisione, e nel 1930 approda in Seconda Divisione vincendo anche una Coppa Veneta.
Nel 1934 la squadra in crisi viene sciolta. L'attività della società riprende nel 1939 e l'anno successivo vince i campionati provinciali.
Vince il campionato di Prima Divisione 1942-1943 e viene promossa in Serie C, campionato poi sospeso a causa della guerra. La stagione successiva, fermi i campionati ufficiali, viene indetto il torneo di guerra 1943-1944 gestito per le qualificazioni venete dal Direttorio III Zona, nel quale la Sambo è ammessa quale squadra di Serie C.
I campionati ufficiali riprendono nel 1945 e la Sambonifacese conclude al 3º posto.

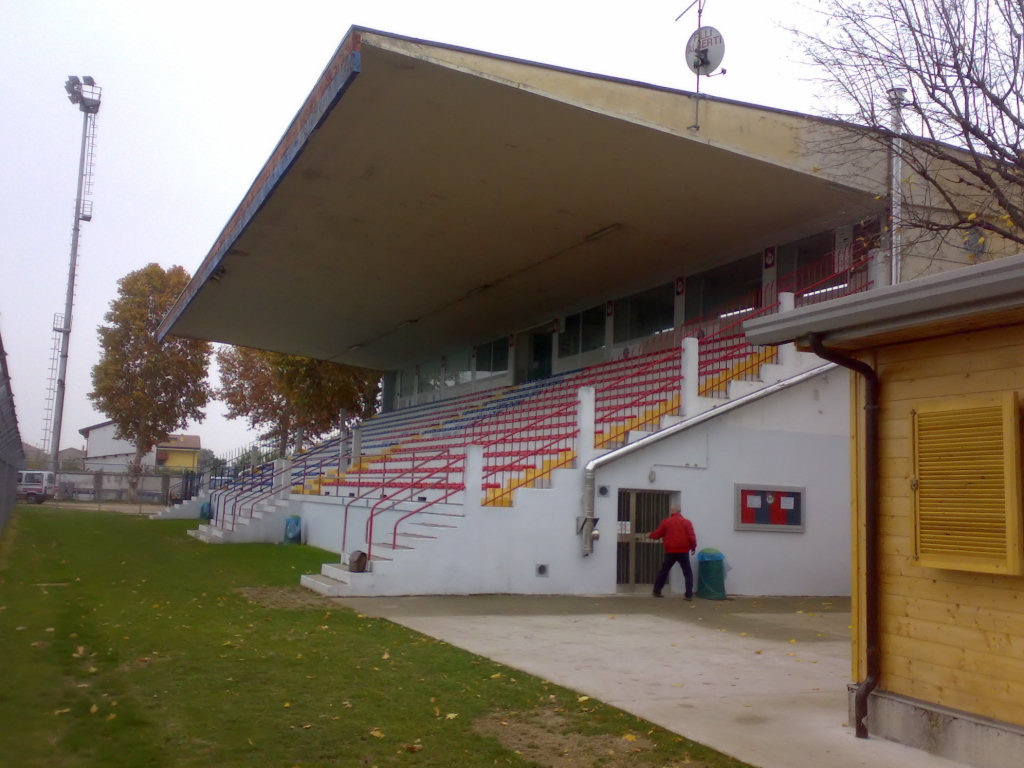
Veduta dello Stadio "Renzo Tizian"

Nel 1947 sfiora la promozione in Serie B, ma perde l'ultima partita decisiva per la promozione contro il Bolzano. L'anno successivo al grande sogno termina il campionato al 14º posto e lascia la Serie C, essendo retrocessa, precipitando nelle categorie regionali.
Solo nel 1995 la squadra conquista un'importante promozione nel campionato d'Eccellenza Veneto nel quale milita con successo fino al 2003, stagione che la Sambonifacese conclude al 1º posto conquistando la Serie D. Qui si dimostra sempre competitiva, occupando costantemente le prime posizioni in classifica, disputando anche i play-off più volte.
Nel 2007-2008 la squadra, che conclude la "regular season" al 3º posto, vince i play-off di girone sconfiggendo in finale il Chioggia Sottomarina (0-1). La Sambo approda così ai play-off nazionali di Serie D fino a raggiungere la finale nazionale, dove sconfigge la Colligiana per 3-0 sul campo neutro di Carpi, ottenendo così (grazie alla prima posizione nella graduatoria dei ripescaggi) la promozione in Lega Pro Seconda Divisione, nella quale militerà dal campionato 2008-2009.
Nella stagione 2009-2010 la squadra partecipa per la seconda stagione consecutiva alla Seconda Divisione di Lega Pro e per la terza volta consecutiva alla Coppa Italia di Lega Pro. In campionato la Sambonifacese si rende protagonista di un ottimo girone d'andata che la posiziona stabilmente nei primi posti della classifica, ma sul finale di stagione, a seguito di un girone di ritorno nel quale colleziona pochissimi punti, si ritrova coinvolta nella lotta per non retrocedere ma riesce a concludere la corsa all'11º posto, salvandosi dalla roulette dei play-out per due punti. In Coppa Italia di Lega Pro supera la fase eliminatoria a gironi ma viene eliminata per 2-1 dall'Hellas Verona nel primo turno della Fase 1 ad eliminazione diretta. Alla fine della stagione 2011-2012 retrocede in Serie D.
Segue una caduta verticale con retrocessioni per ogni anno fino a giungere nel 2017 alla Terza Categoria, ultimo gradino della piramide calcistica italiana. Nella stagione 2023-2024, la squadra milita nel campionato di Prima Categoria.

## Allenatori e presidenti
| Allenatori - 1921-2006 Sconosciuto - 2006-2009 Claudio Ottoni - 2009-2010 Fabio Viviani - 2010-2011 Claudio Valigi - 2011-2012 Flavio Carnovelli - 2012 Renzo Gobbo - 2012 Michele De Bernardin - 2012-nov 2012 Stefano De Agostini - nov 2012-2013 Gianni Migliorini - 2013-2014 Luigi Capuzzo - 2014-2015 Andrea Poggi - 2015-2019 Freddy Serato - 2020-2022 Maurizio Battistella - 2022- Salvatore Mantovani Presidenti - 1921-???? Sconosciuto - 2001-2004 Giuliano Giusti - 2005-2009 Gianluigi Pedrollo - 2009-2012 Maurizio Mazzon - 2012-2013 Michele Lodi - 2013-2014 Maurizio Mazzon - 2013-2014 sconosciuto - 2015-2016 Maurizio Mazzon - 2016-2020 Mariano Dalla Valle - 2020- Gabriele Tessari |

## Palmarès

### Competizioni regionali
- Eccellenza: 1

2002-2003 (girone A)
- Prima Divisione: 1

1954-1955 (girone A)
- Seconda Divisione: 1

1953-1954 (girone B)
- Campionato italiano di terza divisione: 1

1931-1932 (girone A)
- Prima Categoria: 1

2021-2022 (girone B)
- Seconda Categoria: 2

1963-1964 (girone B), 1967-1968 (girone B)

## Statistiche e record

### Partecipazione ai campionati

#### Nazionali
| Livello | Categoria                  | Partecipazioni | Debutto   | Ultima stagione | Totale |
| ------- | -------------------------- | -------------- | --------- | --------------- | ------ |
| 3º      | Serie C                    | 3              | 1945-1946 | 1947-1948       | 3      |
| 4º      | Lega Pro Seconda Divisione | 4              | 2008-2009 | 2011-2012       | 4      |
| 5º      | Serie D                    | 7              | 2003-2004 | 2013-2014       | 7      |

#### Massimo livello Regionale
| Categoria | Partecipazioni | Debutto   | Ultima stagione |
| --------- | -------------- | --------- | --------------- |
| 3 Div     | 3              | 1927-1928 | 1929-1930       |
| 2 Div     | 1              | 1932-1933 | 1932-1933       |
| 1 Div     | 3              | 1942-1943 | 1949-1950       |
| Prom      | 2              | 1955-1956 | 1956-1957       |
| CND       | 2              | 1957-1958 | 1958-1959       |
| 1 Cat     | 3              | 1959-1960 | 1964-1965       |
| Prom      | 2              | 1970-1971 | 1971-1972       |
| Prom      | 6              | 1990-1991 | 1995-1996       |
| Ecc       | 7              | 1996-1997 | 2002-2003       |

## Trofeo città di San Bonifacio
L'A.C. Sambonifacese collabora all'organizzazione del Trofeo città di San Bonifacio, competizione ad invito che si svolge tra le squadre giovanili di alcuni tra i club più prestigiosi in Europa. La competizione è anche conosciuta come Trofeo Primo Maggio oppure come Trofeo Ferroli per ragioni di sponsorizzazione.